# Sancha Sánchez de Pamplona

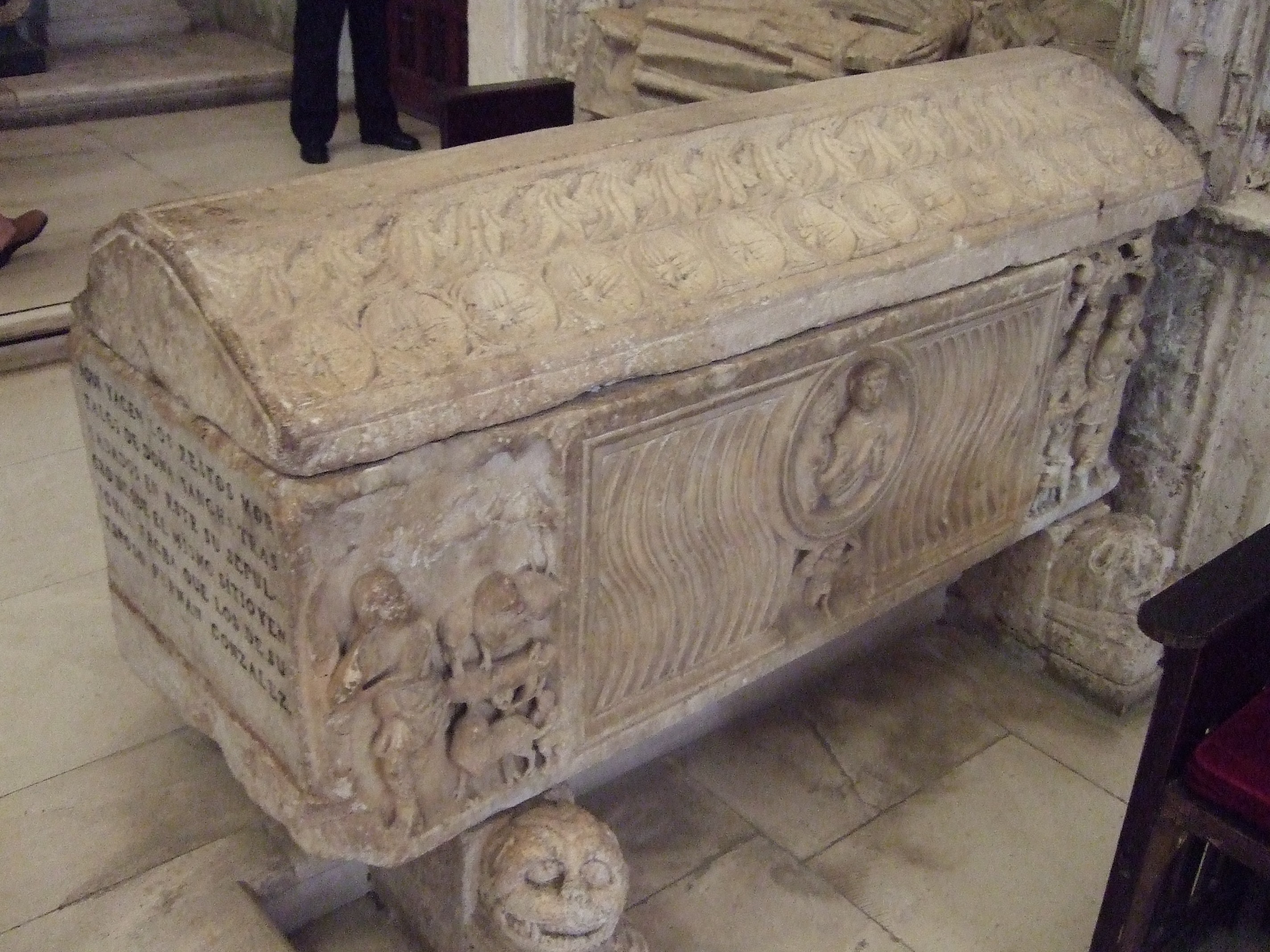
Sepulcro de Sancha en la Colegiata de Covarrubias.

Sancha Sánchez de Pamplona (muerta entre septiembre de 959 y julio de 963) fue una de las hijas de los reyes Sancho Garcés I y Toda Aznárez de Pamplona. Su tercer y último esposo fue el conde castellano Fernán González.

## Matrimonios
Contrajo matrimonio en tres ocasiones. 
La primera muy joven en 923, por lo que habría nacido antes de 911, con Ordoño II de León, enlace que supuso la máxima expresión de la alianza entre los reyes cristianos y contribuyó a la derrota definitiva de los Banu Qasi. No hubo descendencia de este breve matrimonio.
Después de enviudar, contrajo matrimonio con el conde alavés Álvaro Herraméliz, que falleció entre 931 y 932. De este matrimonio nacieron dos hijos, ambos documentados, quienes desarrollaron su vida y actividad en el reino de León:
- Herramel Álvarez fundador de Villarramiel. Probablemente sea el padre de otro Álvaro Herraméliz que aparece en 996 en la documentación medieval sustituyendo al conde Gonzalo Menéndez como alférez del rey Bermudo II de León.[3]
- Fortún Álvarez, quien figura en varios diplomas en el monasterio de Sahagún confirmando junto con su hermano y otros vasco-navarros en la corte del rey Ramiro II de León.[3]

Se casó por última vez por motivos políticos, alrededor de 932, con Fernán González, conde de Castilla, llevando de dote las tierras de Burgos que gobernaba tras la muerte de su segundo esposo. Con este último tuvo los siguientes descendientes:
- Gonzalo Fernández (933/35-959) casado con Fronilde Gómez (m. 1009), posible hija de Gómez Díaz y nieta de Diego Rodríguez Porcelos,[5] señor de Lara, la Bureba y Aza;
- Sancho Fernández (933/35-956);[5]
- Munio Fernández (nacido antes de 941)[c][d]
- García Fernández (941/944 [e]–995). A la muerte de su padre en 970, le sucedió al frente del condado.[5] Contrajo matrimonio con Ava de Ribagorza, hija de Ramón II, conde de Ribagorza, y de Gersenda de Fézensac;[8]
- Urraca Fernández (m. 1007). Casada en tres ocasiones: la primera en el año 944 con Ordoño III de León; en segundas nupcias en el año 958 se casó con Ordoño IV de León; su tercer matrimonio, en el año 962, lo contrajo con el rey Sancho Garcés II de Pamplona;[5][9]
- Muniadona Fernández (m. c. 1015). Condesa por su matrimonio con Gómez Díaz, hijo de Diego Muñoz de Saldaña, conde de Saldaña,[5][9] y de su esposa Tegridia.
- Fronilde Fernández (m. después de 1014),[10] casada con Rodanio Díaz, conde en Asturias de Santillana.

Los restos de Sancha fueron enterrados en el monasterio de San Pedro de Arlanza y posteriormente trasladados en 1841 a la colegiata de San Cosme y San Damián de Covarrubias junto con los de su esposo Fernán González.